# Степанки (Могилів-Подільський район)
Степа́нки — село в Україні, у Мурованокуриловецькій селищній громаді Могилів-Подільського району Вінницької області. Населення становить 462 осіб. 

## Географія
Село розташоване за 32 км від адміністративного центру селищної громади та за 8 км від найближчої залізничної станції Котюжани. Біля села тече річка Немия.

## Історія
Село засновано 1632 року.
Влітку 1905 року у відбулось повстання. Організаторів повстання 3. Войтюка та К. Кодру було ув'язнено. 
7 (20) листопада 1917 року, відповідно до Третього Універсалу Української Центральної Ради, увійшло до складу Української Народної Республіки.
У листопаді 1920 року в селі перебувала кавалерійська бригада Григорія Котовського. Звідси вона вирушила в напрямку сіл Котюжани — Супівка, де розгромила українські урядові війська. У 1928 році в селі утворене машинне об'єднання «Спільна праця».
У 1941—1942 роках в Степанках діяла підпільна комсомольська організація, яку очолював П. С. Войтюк, вчитель Каришківської середньої школи.
До 2020 року Степанківській сільській раді було підпорядковане село Горай.
12 червня 2020 року, відповідно до Розпорядження Кабінету Міністрів України № 707-р «Про визначення адміністративних центрів та затвердження територій територіальних громад Вінницької області», увійшло до складу Мурованокуриловецької селищної громади.
19 липня 2020 року, в результаті адміністративно-територіальної реформи та ліквідації Мурованокуриловецького району, село увійшло до складу новоутвореного Могилів-Подільського району.

## Населення

### Мова
Розподіл населення за рідною мовою за даними перепису 2001 року:
| Мова       | Кількість | Відсоток |
| ---------- | --------- | -------- |
| українська | 450       | 97.40%   |
| російська  | 11        | 2.38%    |
| румунська  | 1         | 0.22%    |
| Усього     | 462       | 100%     |

## Інфраструктура
В селі діє: школа, клуб, бібліотека, на громадських засадах працює історико-краєзнавчий музей.